# مسلقة (تعز)
مسلقه هي إحدى قرى الجمهورية اليمنية. تتبع جغرافيا لمحافظة تعز وإداريًا لمديرية حيفان. يبلغ تعداد سكانها 1440 نسمة حسب الإحصاء الذي أجري عام 2004.